# Angolo diedro

L'angolo diedro compreso tra due semipiani

L'angolo diedro è una possibile estensione del concetto di angolo in uno spazio a tre dimensioni. Viene definito come la porzione di spazio compresa tra due semipiani (detti facce) aventi per origine la stessa retta (detta spigolo).

## Misura dell'angolo diedro
La misura dell'angolo diedro coincide con la misura dell'angolo piano ottenuto sezionando l'angolo diedro con un piano perpendicolare allo spigolo (sezione normale).
In base alla misura è possibile classificare gli angoli diedri in:
| Denominazione | misura (gradi)               | misura (radianti)                  |
| ------------- | ---------------------------- | ---------------------------------- |
| retto         | {\displaystyle 90^{\circ }}  | {\displaystyle {\frac {\pi }{2}}}  |
| acuto         | {\displaystyle <90^{\circ }} | {\displaystyle <{\frac {\pi }{2}}} |
| ottuso        | {\displaystyle >90^{\circ }} | {\displaystyle >{\frac {\pi }{2}}} |
| piatto        | {\displaystyle 180^{\circ }} | {\displaystyle \pi }               |

Due angoli diedri si dicono complementari se la loro somma è un angolo retto, adiacenti se la loro somma è un angolo piatto.

## Proprietà
- Due semipiani con la stessa generatrice, generano sempre due angoli diedri; in generale, uno di questi è convesso e l'altro concavo; come caso particolare, se i semipiani sono uno il prolungamento dell'altro si generano due angoli piatti.
- Due angoli diedri opposti (cioè tali che le facce di uno sono i prolungamenti delle facce dell'altro) sono congruenti.

## Applicazioni pratiche
- In architettura l'angolo diedro indica solitamente l'angolo di massima pendenza di un piano inclinato (rampe pedonabili e/o carrabili, falde di copertura inclinate, ecc.) rispetto a un piano orizzontale. La misura della pendenza del piano inclinato viene calcolata in percentuale del rapporto tra avanzamento verticale e avanzamento orizzontale. Ad esempio, la pendenza del 100% equivale a una inclinazione di 45º. Essa si calcola matematicamente con la funzione tangente dell'angolo che caratterizza il piano inclinato rispetto al suolo. La funzione tangente è espressa come rapporto tra il seno dell'angolo considerato (lo spostamento verticale) e il coseno dello stesso angolo (lo spostamento orizzontale).

## Giacitura
In geometria descrittiva il termine giacitura indica l'angolo diedro formato da un dato piano {\displaystyle \alpha } con uno stabilito piano di riferimento. Spesso la giacitura di un piano {\displaystyle \alpha } viene misurata come angolo di massima pendenza tra tale piano e un piano di riferimento orizzontale.
Nel metodo delle proiezioni centrali l'immagine della giacitura di un piano {\displaystyle \alpha } si determina come retta d'intersezione del piano proiettante parallelo ad {\displaystyle \alpha } con lo stabilito piano di proiezione.
Considerato che due rette incidenti individuano un solo piano e poiché tali rette individuano due direzioni, per cui tutti i piani che passano per tali direzioni hanno in comune la stessa giacitura. In questo modo si può affermare che due rette sghembe individuano una sola giacitura.